# خوسيه ريكاردو فيغيروا
خوسيه ريكاردو فيغيروا (26 يناير 1988 ببايساندو في الأوروغواي - ) (بالإسبانية: Elías Ricardo Figueroa Silva)‏ هو لاعب كرة قدم أوروغواني في مركز الهجوم. شارك مع منتخب الأوروغواي تحت 17 سنة لكرة القدم ومنتخب الأوروغواي تحت 20 سنة لكرة القدم. أما مع النوادي، فقد لعب مع نادي ليفربول وهواتشيباتو وسنترال إسبانيول والتانك سيلي وأبولون بونتو ‏.

## وصلات خارجية
- خوسيه ريكاردو فيغيروا على موقع الاتحاد الدولي (مؤرشف)  (الإنجليزية)
- خوسيه ريكاردو فيغيروا على موقع قاعدة بيانات كرة القدم.إي يو (الإنجليزية)
- خوسيه ريكاردو فيغيروا على موقع Soccerway.com (الإنجليزية)
- خوسيه ريكاردو فيغيروا على موقع عالم كرة القدم.نت (الإنجليزية)